# Titanomachie

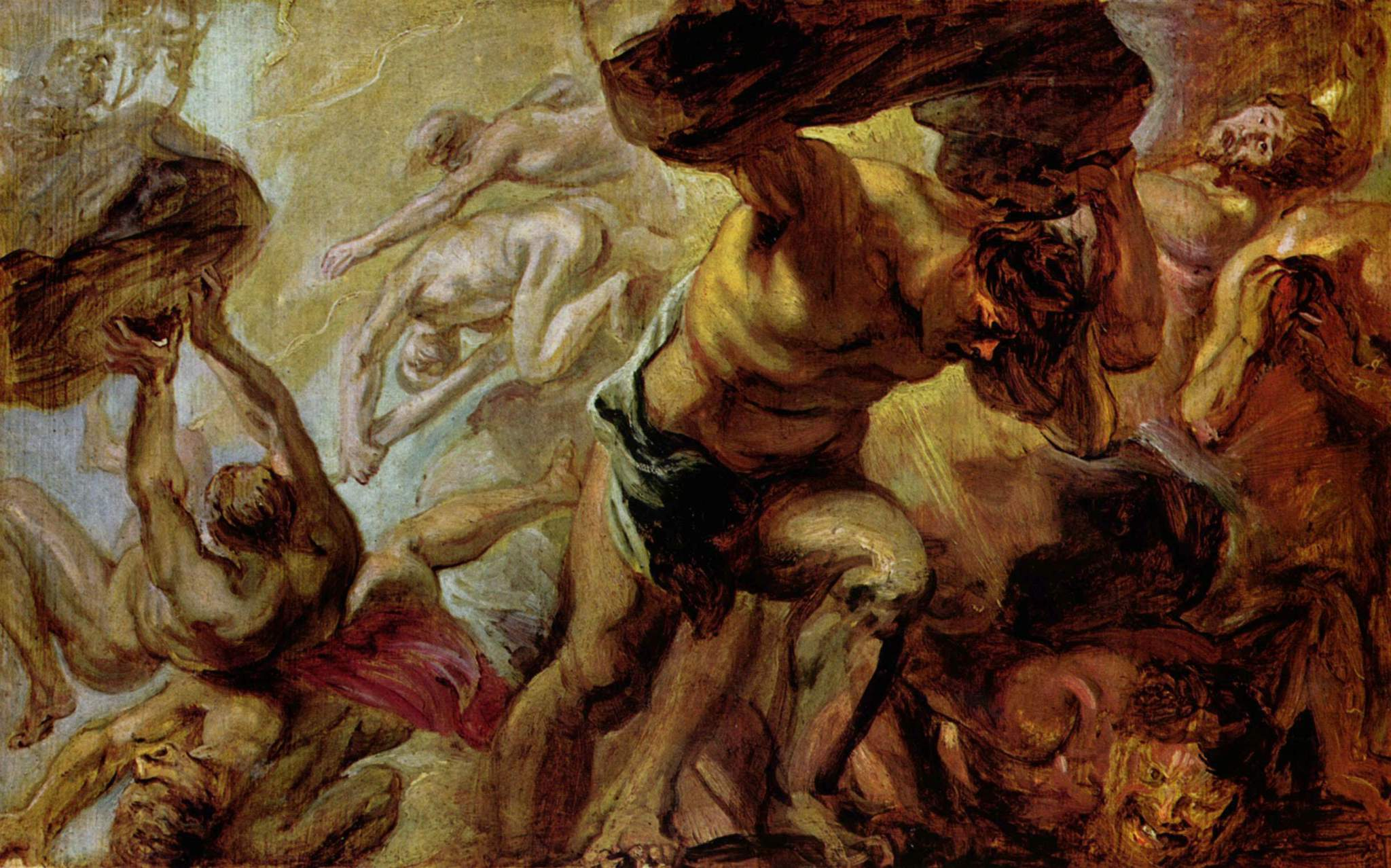
Der Sturz der Titanen von Peter Paul Rubens, 1637–1638, Musée Royaux des Beaux Arts, Brüssel

Die Titanomachie (altgriechisch Τιτανομαχία Titanomachía „Kampf der Titanen“; μάχη máche „Kampf“, „τιτάν“ titán „Titan“) ist in der Griechischen Mythologie ein elfjähriger Krieg zwischen zwei Göttergeschlechtern. Die alten Götter, die Titanen, kämpfen geführt von Kronos lange vor der Entstehung der Menschheit vom Berg Othrys her mit Zeus und seinen anderen Geschwistern, den Kindern von Rhea und Kronos, die später vom Olymp aus herrschten.
Die Griechen des klassischen Zeitalters kannten verschiedene Gesänge über den Krieg zwischen ihren Hauptgöttern, den späteren Olympiern, und den älteren Titanen. Die bedeutendste und einzige überlieferte Erzählung ist die Theogonie des Dichters Hesiod. Das verlorene Werk Titanomachia, das dem blinden thrakischen Barden Thamyris zugeschrieben wird, wird in dem Essay Über die Musik von Plutarch erwähnt. Die Titanen spielen auch eine bedeutende Rolle in den Geschichten über Orpheus. Obwohl nur wenige Bruchstücke der orphischen Erzählungen überdauert haben, zeigen sich interessante Unterschiede zu der Überlieferung Hesiods.
Die griechische Mythologie der Titanomachie gehört zu einer Gruppe von Mythen, die in Europa und dem Nahen Osten verbreitet sind, in denen eine Generation oder Gruppe von Göttern mit einer anderen um die Vorherrschaft kämpft. Manchmal wird die ältere Gruppe besiegt. Manchmal verlieren die Empörer und werden ihrer Macht völlig beraubt oder werden untergeordnet in das Pantheon integriert. Andere Beispiele sind die Kriege der Asen mit den Wanen und Jötunns in der Mythologie Skandinaviens, das babylonische Epos Enūma eliš, die hethitische Kumarbi-Erzählung (Königtum im Himmel), die nach Kämpfen erreichte Integration Baals im ugaritischen Keret-Mythos und die jüdisch-christlichen Traditionen über den gefallenen Engel.

## Geschichte

### Vorgeschichte
Uranos (der Himmel selbst und Herrscher des Kosmos), der Gatte der Gaia (der Göttin und Personifikation der Erde), erwarb später deren Feindschaft, weil er einige der gemeinsamen Kinder – die Hekatoncheiren, hundertarmige und fünfzigköpfige Wesen, und die Kyklopen – in den Tartaros in Gaias Körper, die Erde, zurückstieß, was ihr große Schmerzen bereitete.
So schuf Gaia eine große Sichel und rief die Titanen, ein weiteres Göttergeschlecht von sechs Söhnen und sechs Töchtern, die sie von Uranos hatte, zusammen, um ihre Kinder zu überreden, den Vater zu töten. Der Jüngste, Kronos, willigte ein. So gab sie ihm die Sichel und er legte sich in einen Hinterhalt.
Als Uranos sich mit Gaia traf, griff Kronos Uranos an und schnitt ihm mit der Sichel die Genitalien ab. Von dem Blut oder nach anderen Quellen dem Samen des Uranos, das/der dabei zur Erde (Gaia) fiel, wurden die Giganten, die Erinnyen und die Meliaden gezeugt. Kronos bestieg nun den Thron des Uranos, sperrte aber auch die Hekatoncheiren, die Zyklopen und die neugeborenen Giganten in den Tartaros.
Gaia, wütend, dass Kronos seine Brüder ebenso wie seinen Vater einsperrte, prophezeite ihm, dass seine eigenen Kinder gegen seine Herrschaft ebenso rebellieren würden, wie er gegen die seines Vaters. Aus Angst vor dem prophezeiten Angriff seiner Kinder verschlang er alle Kinder, die seine Schwester und Gattin Rhea ihm gebar. Rhea aber schob ihm, als sie später ihren Sohn Zeus gebar, einen in eine Windel gewickelten Stein (siehe Steinkult) unter. Sie versteckte Zeus in einer Höhle des Dikti-Gebirges auf Kreta, wo sie ihn heimlich auf die Welt gebracht hatte (siehe Höhle von Psychro). Zeus wurde in der Zwischenzeit von der Ziege Amaltheia versorgt und von den Kureten beschützt.

### Krieg

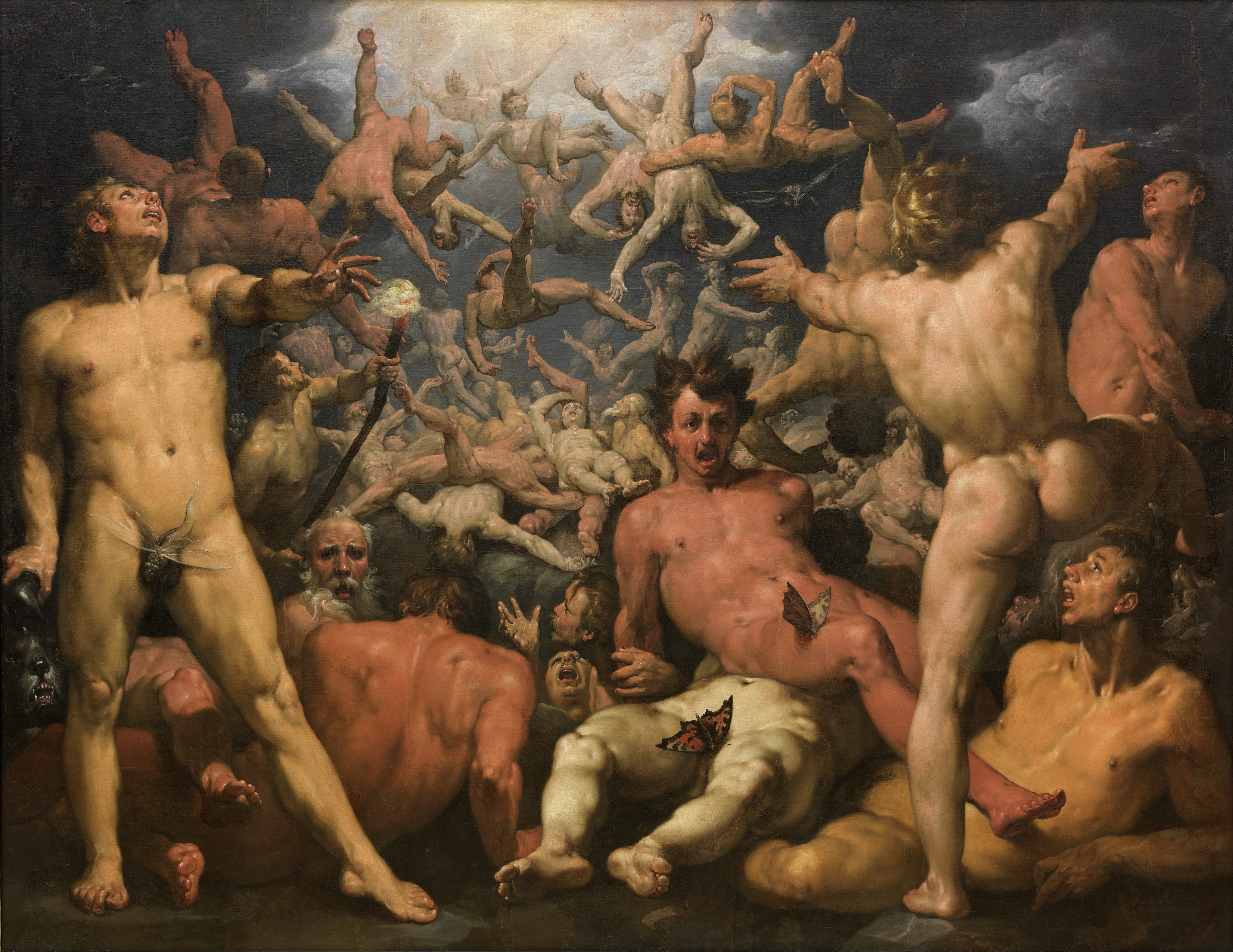
Der Fall der Titanen, von Cornelis van Haarlem, 1588, Statens Museum for Kunst, Kopenhagen

Als er herangewachsen war, schlich Zeus sich bei Kronos ein und zwang ihn mittels eines Zaubertranks, den er von Metis erhalten hatte, zuerst den Stein und dann alle seine verschluckten Kinder, die Geschwister des Zeus, wieder herauszuwürgen. Zeus führte nun seine Geschwister, die Götter Hades und Poseidon sowie die Göttinnen Hestia, Demeter und Hera, in den Krieg gegen Kronos und die Titanen. Auf der Seite von Kronos standen die Titanen Koios, Kreios, Hyperion, Iapetos, Atlas und Menoitios. Neutral blieben der Titan Okeanos und die weiblichen Titanen Theia, Rhea, Themis, Mnemosyne, Phoibe und Tethys.
Zeus erschlug auf Gaias Rat das Ungeheuer Kampe, das für Kronos den Tartaros bewachte. So befreite Zeus die dort eingesperrten hunderthändigen Hekatoncheiren, die den olympischen Göttern halfen, indem sie große Steine auf die Titanen schleuderten. Die Zyklopen halfen Zeus, seine hervorragendste Waffe, den Donnerkeil, zu schaffen. Sie schmiedeten auch den Dreizack von Poseidon und für Hades einen Helm, der Unsichtbarkeit verleiht.
Nach einem Jahrzehnt Krieg hatten die drei olympischen Brüder und ihre Mitstreiter die Titanen besiegt.

### Resultat
Danach teilten sich die Brüder die Herrschaft: Zeus herrschte über den Himmel, Poseidon über die See und Hades bekam die Unterwelt. Nun wurden die feindlichen Titanen in den Tartaros gesperrt. Als Wächter setzte Zeus die Hekatoncheiren ein. Neutrale Titanen wie Mnemosyne oder Prometheus behielten ihre Stellung. Eine besondere Bestrafung erhielten Atlas und Kronos. Der alte Uranos, der Himmel, brach fast auf die Erde, weil so viele Kämpfe dort stattgefunden hatten. So verurteilte Zeus Atlas dazu, auf alle Zeiten den Himmel zu tragen.
Nach einigen Quellen gelang es Kronos zwar, nach dem Krieg zu fliehen, er wurde aber von Zeus mit seinem Donnerkeil getötet.
Seit diesem Zeitpunkt beherrschen Zeus und die Olympier die Welt und konnten diese Vorherrschaft auch gegen den späteren, ebenfalls von Gaia gewollten Angriff der Giganten (Gigantomachie) verteidigen.